# NGC 4585
NGC 4585 é uma galáxia espiral barrada (SBb) localizada na direcção da constelação de Coma Berenices. Possui uma declinação de +28° 56' 14" e uma ascensão recta de 12 horas, 38 minutos e 13,2 segundos.
A galáxia NGC 4585 foi descoberta em 21 de Abril de 1865 por Heinrich Louis d'Arrest.